# Heineken Open 2000
L'Heineken Open 2000  è stato un torneo di tennis giocato sul cemento.
È stata la 44ª edizione dell'Heineken Open,che fa parte della categoria International Series nell'ambito dell'ATP Tour 2000.
Si è giocato all'ASB Tennis Centre di Auckland in Nuova Zelanda,
dal 10 al 17 gennaio 2000.

## Campioni

### Singolare
Magnus Norman ha battuto in finale  Michael Chang con il punteggio di 3–6, 6–3, 7–5

### Doppio
Ellis Ferreira /  Rick Leach hanno battuto in finale  Olivier Delaître /  Jeff Tarango con il punteggio di 7–5, 6–4